# Søren Rieks
Søren Rieks (Esbjerg, 7 de abril de 1987) es un exfutbolista danés que jugaba de mediocampista.

## Selección
Fue internacional con la selección de Dinamarca en tres ocasiones anotando un gol.

## Clubes
| Club         | País         | Año       |
| ------------ | ------------ | --------- |
| Esbjerg fB   | Dinamarca    | 2006-2012 |
| NEC Nimega   | Países Bajos | 2012-2014 |
| IFK Göteborg | Suecia       | 2014-2017 |
| Malmö FF     | Suecia       | 2018-2024 |

## Palmarés

### Títulos nacionales
| Título         | Club         | País   | Año  |
| -------------- | ------------ | ------ | ---- |
| Copa de Suecia | IFK Göteborg | Suecia | 2015 |
| Allsvenskan    | Malmö FF     | Suecia | 2020 |
| Allsvenskan    | Malmö FF     | Suecia | 2021 |
| Copa de Suecia | Malmö FF     | Suecia | 2022 |
| Allsvenskan    | Malmö FF     | Suecia | 2023 |
| Copa de Suecia | Malmö FF     | Suecia | 2024 |
| Allsvenskan    | Malmö FF     | Suecia | 2024 |